# Beaufortia eriocephala
Beaufortia eriocephala là một loài thực vật có hoa trong Họ Đào kim nương. Loài này được W.Fitzg. mô tả khoa học đầu tiên năm 1905.